# Guido II de la Roche
Guido II de la Roche foi Duque de Atenas. Esteve à frente dos destinos do ducado de 1287 até 1308. Foi antecedido por Guilherme I de la Roche e Seguiu-se-lhe Gualtério V de Brienne.
Foi igualmente o quinto senhor do Senhorio de Argos e Náuplia, estado cruzado, criado como feudo do Principado de Acaia. Foi antecedido por Guilherme I de la Roche e seguido no governo do senhorio por Gualtério V de Brienne.